# Публичные финансы
Публичные (централизованные) финансы — система формирования и использования фондов денежных средств, предназначенных для обеспечения деятельности государственных и муниципальных органов власти. Публичные финансы включают государственные финансы и муниципальные финансы.
Централизованные финансы представлены бюджетной системой, а также государственным и муниципальным кредитом.
Бюджетная система Российской Федерации в соответствии с Бюджетным кодексом РФ состоит из бюджетов и внебюджетных фондов всех уровней (федерального, регионального и муниципального).
Управление публичными финансами осуществляется через систему органов власти на всех уровнях государственного устройства. В Российской Федерации — это федеральные органы власти, органы власти субъектов Российской Федерации и муниципальные органы власти.